# Droga krajowa B442 (Niemcy)
Droga krajowa 442 (niem. Bundesstraße 442) – niemiecka droga krajowa przebiegająca z północy na południe na zachód od Hanoweru i łączy ze sobą Neustadt am Rübenberge i drogę B6 z drogą B1 w Coppenbrügge w Dolnej Saksonii.